# Beakos GNU/Linux
BeakOS es una distribución GNU/Linux que fue diseñada para desempeñarse de forma óptima en ordenadores de hardware limitado y equipos muy robustos de alto rendimiento, proporciona tres escritorios gráficos GNOME por defecto, y adicionalmente XFCE y FluxBox. Beakos se enfocó para el ambiente productivo por la forma en como administra los recursos y las aplicaciones de arquitectura cliente/servidor que integra, sin embargo sus desarrolladores también se esforzaron en proporcionar un sistema de escritorio con las aplicaciones que más demandan los usuarios comunes.
Beakos es un desarrollo impulsado por Infotec (Fondo de Información y Documentación para la Industria), el cual forma parte de los centros Conacyt.

## Historia
El proyecto de la distribución BeakOS GNU/Linux, surgió de la idea de crear una distribución que optimizara considerablemente los recursos de hardware incluyendo únicamente los módulos de kernel y aplicaciones necesarios para un ambiente productivo esto como resultado de la experiencia de sus desarrolladores en utilizar otras distribuciones de GNU/Linux que en su mayoría soportan una gran cantidad de hardware e incluyen aplicaciones que no resultan indispensables, lo que representa un mayor consumo recursos tanto del CPU y memoria RAM de manera considerable.

## Fin del proyecto
A finales del 2012 con la salida de Infotec de los principales desarrolladores de BeakOS el proyecto se encuentra descontinuado, a unos meses de publicar la versión 2 (Kupisi), la cual se planeaba que estuviera soportada en las arquitecturas i386, x86_64 y ARM, y con el ambiente gráfico GNOME 3.
El 12 de marzo 2013 a falta de un equipo de desarrolladores, malos manejos y falta de apoyo e interés por parte de Infotec, se decidió por parte de autoridades correspondientes dar por terminado el proyecto de BeakOS.
Como notas adicionales cabe resaltar que el proyecto tuvo un fuerte imparto social dentro de la comunidad de usuarios de software libre tanto en México como en algunos países como Venezuela, Argentina, España, Indonesia, debido principalmente a la metodología de desarrollo empleada para su construcción. En México particularmente dentro de algunas universidades se empezaba a generar inquietud para desarrollar y contribuir al proyecto.
Infotec en una fase, consideró al proyecto BeakOS como un caso de éxito de lo cual se derivaron  y Casos de estudio que se encuentran publicados en su portal:Unificando el caos  (enlace roto disponible en Internet Archive; véase el historial, la primera versión y la última)., Generación de un nuevo conocimiento en un ambiente colaborativo  (enlace roto disponible en Internet Archive; véase el historial, la primera versión y la última)..
Asimismo, podemos hacer mención de proyectos que resultaron siendo casos de éxito para el Infotec, a través de la implementación del sistema operativo Beakos en diversos portales de renombre en su momento, tal es el caso del portal de las conmemoraciones del Bicentenario de la Independencia de México en el año 2010, siendo este portal consultado por un sin fin de visitantes desde distintos puntos del país y mundo entero, teniendo una gran aceptación de parte de los administradores técnicos y directivos del mismo.
Por otro lado se contó con la implementación de Beakos en un par de servidores dedicados para un sistema de educación a distancia con sistema Moodle para instituciones del sector salud y educación, respectivamente, en primera instancia Medica Sur y la Universidad Politécnica de Guerrero fueron las pioneras en hacer uso del sistema para este tipo de aplicaciones.
Es importante señalar que de la misma forma que el proyecto BeakOS ha finalizado y principalmente por la falta de interés de parte de nuestro gobierno. Otros proyectos han cerrado, Se puede observar algunas estadísticas  del proyecto que de forma resumida se muestran a continuación:
- 2010 Número de Visitas distintas al portal: 1323, Número de descargas del Sistema operativo: 390
- 2011 Número de Visitas distintas al portal: 13502, Número de descargas del Sistema operativo: 1529
- 2012 Número de Visitas distintas al portal: 36722, Número de descargas del Sistema operativo: 3560
- 2013 Número de Visitas distintas al portal: 13363, Número de descargas del Sistema operativo: 575

ACTUALIDAD: En estos tiempos y debido al auge que el Software Privativo ha tenido en el sector privado. Los desarrolladores usan Ubuntu 14 como su sistema operativo anfitrión y para hacer su Informática diaria.

## Versiones
La primera versión de BeakOS (1.0) incluye un kernel 2.6.27.8, con soporte para arquitecturas i386, aún no contaba con interfaz gráfica ni tampoco con un gestor de paquetes, entre las aplicaciones más importantes que incluye están:
- OpenSSH 5.1p1
- OpenSSL 0.9.8g
- Jdk 1.5.0_19
- Apache 2.2.8
- Iptables v1.4.3
- Portmap 6.0
- Syslogd 1.5.0

La siguiente versión estable de BeakOS fue la 1.005-001 ya cuenta con una interfaz gráfica XFCE un gestor de paquetes swaret, entre sus principales actualizaciones están:
- Actualización al kernel 2.6.32.21 el cual soporta una mayor cantidad de dispositivos de hardware tales como, tarjetas de video, adaptadores wireless, así como dispositivos de audio y nuevos sistemas de archivos.
- Los servicios de clustering, GFS y balanceo de cargas.
- Mejora la incorporación de los dispositivos de hardware al sistema, gracias a las actualizaciones hechas al UDEV (sistema de detección de hardware).
- Montaje del sistema root y swap sobre un Volumen Lógico, gracias a las modificaciones de los scripts del sistema LVM2, inittramfs-tools y klibc.
- Mejoras en el instalador para la configuración de los esquemas de particionado.

La  versión  1.7 de BeakOS GNU/Linux incorpora los escritorios GNOME y XFCE
- Gestor de paquetes Swaret
- Soporte para tarjetas ATI Radeon
- Soporte para múltiples formatos de audio y video incluidos Mp3, y reproducción de DVD.
- Integración de Compiz Fusion
- Kernel versión 2.6.34
- Network Manager como gestor de conexiones de red.

Esta versión Denominada Balam (Jaguar en Idioma Maya) para darle una identidad por su origen mexicano.
Las versiones con las que cuenta BeakOS GNU/Linux actualmente son:
- Live CD e instalador con escritorio GNOME 2.30.2
- Live CD e instalador con escritorio XFCE 4.8
- Live CD e instalador con escritorio Fluxbox 1.3.1
- Instalador de Beakos para servidores sin interfaz gráfica.

## Software incluido

### Versión servidor
Publicación web
- Servidor HTTP Apache
- Servidor de aplicaciones Apache Tomcat
- Servidor de transferencia de archivos Vsftpd
- Semantic WebBuilder

Redes LAN
- Servidor DHCP
- Servidor de nombres de dominio BIND
- Servidor Proxy Squid
- Firewall con IPtables

Correo electrónico
- Servidor POP/IMAP Dovecot
- Servidor de SMTP Postfix

Compartir archivos en red
- Servidor de archivos NFS
- Servidor de archivos Samba
- Rsync
- Servidor SFTP

Administración de directorios
- Servidor de directorios OpenLDAP

Red virtual privada
- PPTP
- OpenVPN

Impresión
- Servidor de impresión CUPS

Administración de respaldos
- Servidor de copias de seguridad Amanda

Base de datos
- Servidor de base de datos MySQL
- Servidor de base de datos PostgreSQL

### Versión de escritorio (GNOME, XFCE)
Mensajería instantánea
- Pidgin
- Emesene
- Amsn

Accesorios
- Calculadora con modos científico y financiero
- Gestor de archivos comprimidos File Roller
- Gestor de particiones Gparted
- Estadísticas de energía
- Herramientas de red

Diseño gráfico e imágenes
- Editor de imágenes GNU GIMP
- Visor de imágenes de GNOME
- Editor de gráficos vectoriales Inkscape

Ofimática
- Visor de documentos Evince
- Suite ofimática LibreOffice
- Suite colaborativa Evolution
- Gestor de Proyectos Planner
- Diccionario

Internet
- Cliente de Bit Torrent Transmission
- Emule
- Navegador web Epiphany y Firefox
- Administrador de conexiones de red WICD
- Telefonía IP Ekiga
- Cliente de correo electrónico Thunderbird
- Dropbox

Administración de servidores
- Gestor de conexiones remotas de GNOME
- Visor de escritorios remotos
- Escritorio remoto por protocolo VNC

Juegos
- Juegos de GNOME
- Frets on Fire
- Tux Racer
- Sonic man

Programación
- Diseñador de interfaces Glade
- IDE para desarrollo Geany
- BlueFish

Reproducción de audio
- Reproductor de música Audacious
- Reproductor de música Rhythmbox

Edición de audio
- Audacity
- Extractor de Sonido para CD Sound Juicer
- Grabador de sonidos por micrófono
- Conversor de Sonido de GNOME

Grabación de medios
- Grabador de medios ópticos Brasero
- Grabador de medios ópticos GNOME Baker

Reproducción de video
- GNOME MPlayer
- Totem
- UM Player
- Kodi

Edición de Video
- Pitivi
- Lives

Compatibilidad con Windows
- Wine

Gestión de Ventanas
- Compiz Fusion
- Metacity

Educación
- GCompris
- Child's Play
- Tux Paint

## Estadísticas del Proyecto de 2010 al 2013
- Datos: Q5723969
- Multimedia: BeakOS / Q5723969